# Parapallene algoae
Parapallene algoae là một loài nhện biển trong họ Callipallenidae. Loài này thuộc chi Parapallene. Parapallene algoae được miêu tả khoa học năm 1946 bởi Barnard.